# Slobodan Misic-Brenda
Pour les articles homonymes, voir Mišić et Brenda.
Slobodan Misic-Brenda, en serbe cyrillique Слободан Мисић Брêнда (né à Brusnik, Serbie le 8 novembre 1942) est un entraîneur de handball et un écrivain des livres d'entraînement serbo-canadien, ou plus précisément serbo-québécois. Son nom de famille originel est Misić, mais au Canada il est écrit Misic, car le Canada n'accepte que les accents français. 

## Biographie
Après la mort de son père et un oncle maternel pendant la Seconde Guerre mondiale, la mère de Slobodan Misic s'installe à la ville de Negotin où il joue au handball pendant son lycée. Il continue de le faire pendant ses études à l'École supérieure de commerce de Belgrade, où il se spécialise en commerce international. Deux ans après avoir fini ses études, il déménage au Maroc où son oncle paternel est déjà installé comme expert international dans un programme de coopération des pays non-alignés. Là il emporte son amour du handball (presque inconnu au Maroc en ce temps-là) et entraîne plusieurs équipes à Casablanca et Rabat.
Quand son oncle décide de partir au Québec après les émeutes de 1965 de Casablanca et le développement qui culminera avec l'annexion du Sahara occidental quelques années plus tard, Slobodan Misic le suit et s'installe à Montréal où il prend part dans la préparation de l'équipe canadienne pour les Jeux olympiques de Montréal en 1976 et écrit un manuel de sport pour les gardiens de but de handball,.
Il est grand-cousin de l'écrivain serbo-canadien Miodrag Kojadinović.

## Référence
1. ↑  « Le gardien de but au handball / », sur oclc.org (consulté le 23 avril 2023).
2. ↑  http://viaf.org/viaf/104088416/
3. ↑  Voir le texte par Kojadinović, Miodrag: "Na vodama vavilonskim" (Sur les fleuves de Babylone, en serbe), dans l'hebdomadaire Vreme, Belgrade, le 3 août 1992, page 50